# Santa Maria di Costantinopoli (Neapel)
Koordinaten: 40° 51′ 10,1″ N, 14° 15′ 4,4″ O
Die Kirche Santa Maria di Costantinopoli in Neapel befindet sich in der gleichnamigen Straße. Ihre Geschichte ist eng verbunden mit der Verbreitung des Kultes der Madonna von Konstantinopel in dieser Stadt.

## Geschichte
Als 1527 – 1528 in Neapel die Pest wütete, soll die Madonna von Konstantinopel einer alten einfachen Frau erschienen sein, mit der Bitte, an der Stelle einen Tempel zu errichten, wo man ihr Abbild an einer Mauer finden würde. So entstand eine der wichtigsten religiösen Anbetungsstätten der Stadt.
Die Kirche wurde ab 1575 zusammen mit einem Frauenkloster über einem bereits bestehenden Bauwerk errichtet. Die Arbeiten waren 1586 beendet. Zu Beginn des 17. Jahrhunderts erhielt die Kirche ihre heutige Form durch die Intervention des Architekten und Dominikanerpaters Frà Nuvolo.

## Beschreibung

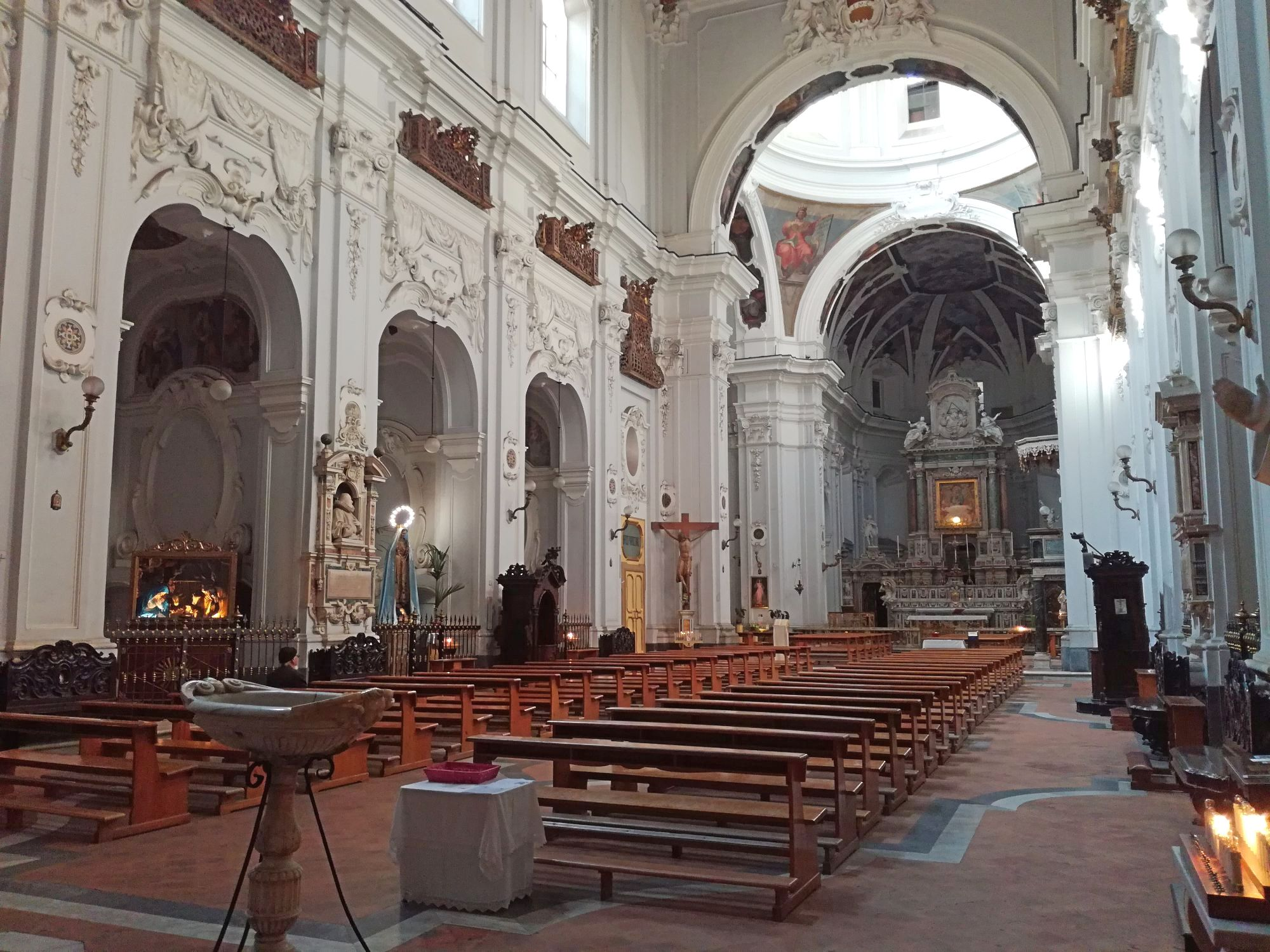
Das Innere der Kirche

### Äußeres
Die zweistöckige Fassade von 1633 wird von einem dreieckigen Tympanon überfangen. Wie man an den drei Portalen erkennt, hatte die Kirche ursprünglich drei Schiffe, doch wurden die Nebenschiffe während der Bauarbeiten im 17. Jahrhundert zugunsten eines großen rechteckigen Hauptschiffes unterdrückt. Die Kuppel ist mit Majoliken verziert.

### Inneres
Das Innere besteht aus einem großen Kirchenschiff mit je fünf Seitenkapellen links und rechts. Es wird geprägt durch einen eleganten weißen Stuckdekor von Domenico Antonio Vaccaro und eine holzgeschnitzte und vergoldete Kassettendecke, an der die Wappen der Piazza del Popolo zu sehen sind; das Wappen des Tribunals von San Lorenzo erscheint dagegen an den Bögen der Vierung. Über den Bögen der Kapellen befinden sich hölzerne Gitter mit feinem Intarsienschmuck von Nicola Tagliacozzi Canale (1728).

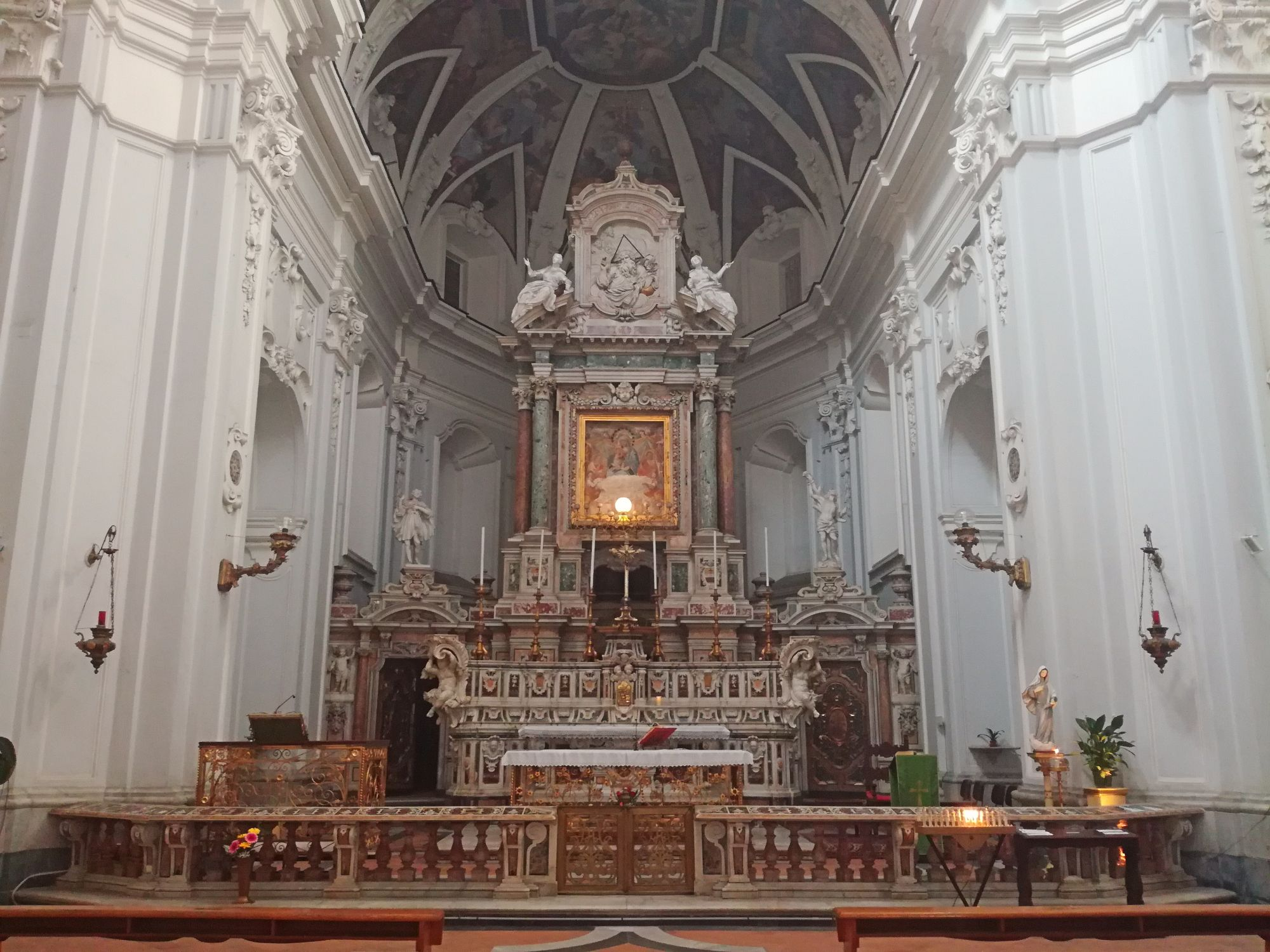
Der Hochaltar von Fanzago mit dem Gnadenbild der Madonna von Konstantinopel

Bemerkenswert ist besonders der Hauptaltar, der den Chorraum in seiner ganzen Breite einnimmt. Er wurde von Cosimo Fanzago aus polychromem Marmor geschaffen. Im Zentrum befindet sich das Fresko der Santa Maria von Konstantinopel aus dem 15. Jahrhundert. Darüber ein bekrönendes Relief mit Gottvater, und an den beiden seitlichen Toren zwei Statuen der Heiligen Rochus und Sebastian.

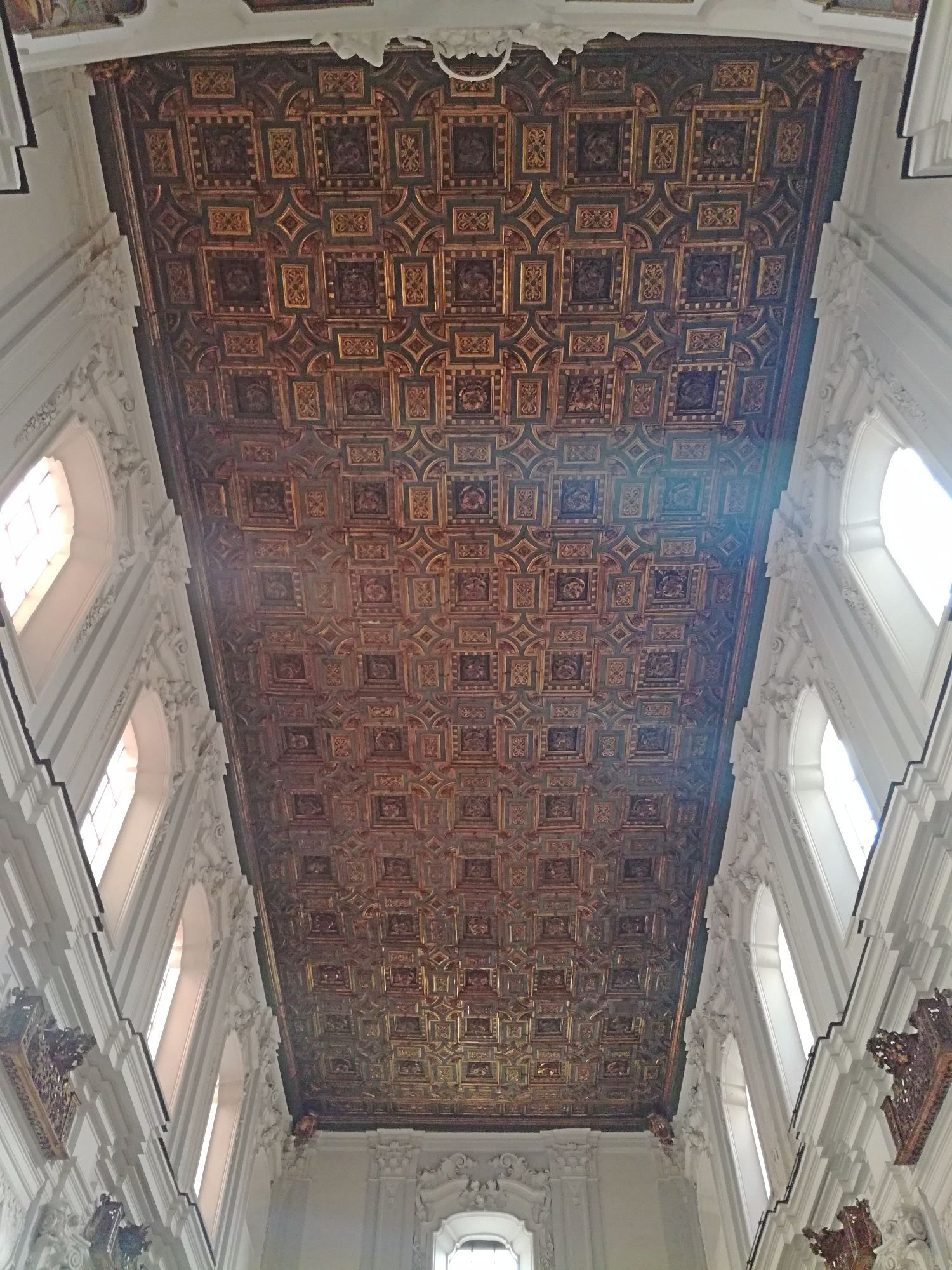
Die Kassettendecke

Das Gewölbefresko von Belisario Corenzio in der Apsis zeigt eine Darstellung der heiligen Jungfrau und des heiligen Johannes, die die Heilige Trinität bitten, Neapel von der Pest zu befreien. Von Corenzio stammen auch die Fresken in den Bögen der Vierung mit Propheten und Sibyllen, und diejenigen in den Pendentifs der Kuppel.
In der ersten Kapelle rechts ist eine Madonna della Purità (Madonna der Reinheit) aus dem 16. Jahrhundert; in der vierten Kapelle befindet sich ein großes Martyrium des heiligen Erasmus des flämischen Malers Aert Mytens, der in den 1580er und 1590er Jahren in Neapel wirkte.
Das Grabmonument für den Arzt G. Bartiromo am dritten Pilaster des Kirchenschiffs präsentiert eine interessante Aedicola mit polychromen Einlegearbeiten und Perlmutt; gegenüber ist eine Büste des Girolamo Flerio, barockes Grabmonument eines der Wohltäter der Kirche. Im linken Transept befindet sich ein weiteres marmornes Grabmonument für den Juristen Nunzio Pelliccia aus dem 16. Jahrhundert.

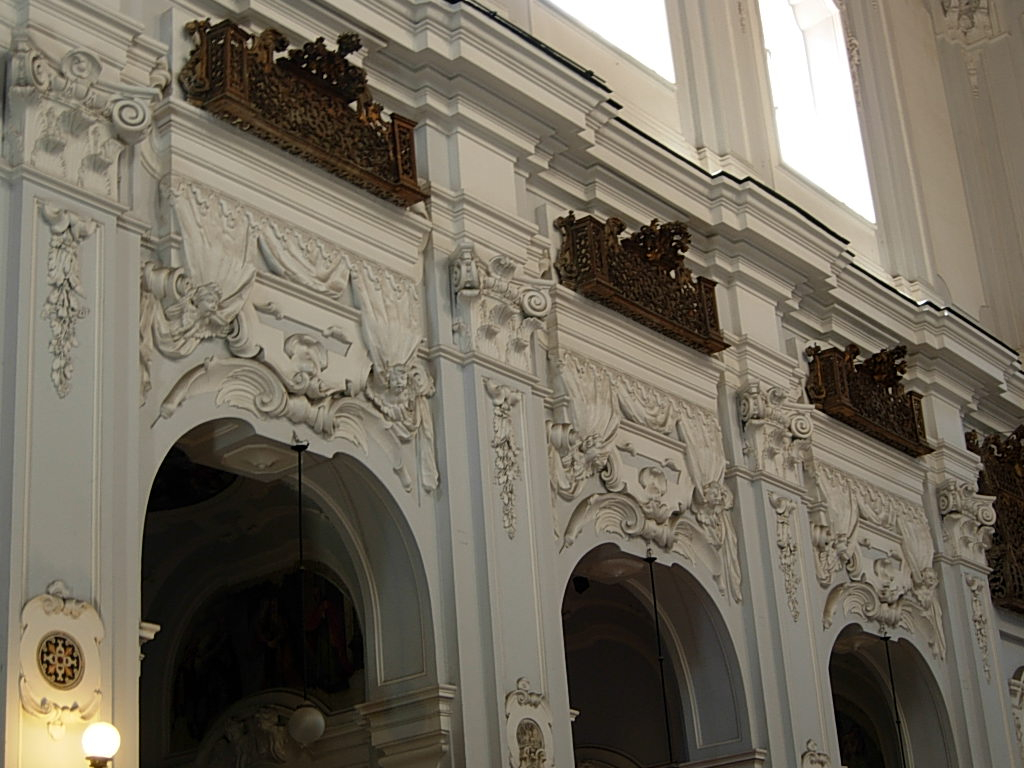
Detail der Stuckdekoration